# Lijst van planetoïden 29901-30000
Dit is een lijst van planetoïden 29901-30000. Voor de volledige lijst zie de lijst van planetoïden.
| Naam               | Voorlopige naamgeving | Datum ontdekking  | Ontdekker   |
| ------------------ | --------------------- | ----------------- | ----------- |
| (29901) -          | 1999 HS7              | 19 april 1999     | Spacewatch  |
| (29902) -          | 1999 HM8              | 16 april 1999     | LINEAR      |
| (29903) -          | 1999 HP9              | 17 april 1999     | LINEAR      |
| (29904) -          | 1999 HL10             | 17 april 1999     | LINEAR      |
| (29905) -          | 1999 HQ11             | 21 april 1999     | T. Okuni    |
| (29906) -          | 1999 HF12             | 16 april 1999     | LINEAR      |
| (29907) -          | 1999 JD               | 1 mei 1999        | M. Ziboli   |
| (29908) -          | 1999 JP3              | 6 mei 1999        | LINEAR      |
| (29909) -          | 1999 JE8              | 12 mei 1999       | LINEAR      |
| (29910) Segre      | 1999 JV8              | 14 mei 1999       | P. G. Comba |
| (29911) -          | 1999 JQ9              | 8 mei 1999        | CSS         |
| (29912) -          | 1999 JQ10             | 8 mei 1999        | CSS         |
| (29913) -          | 1999 JO12             | 8 mei 1999        | CSS         |
| (29914) -          | 1999 JH15             | 15 mei 1999       | CSS         |
| (29915) -          | 1999 JG18             | 10 mei 1999       | LINEAR      |
| (29916) -          | 1999 JP18             | 10 mei 1999       | LINEAR      |
| (29917) -          | 1999 JP19             | 10 mei 1999       | LINEAR      |
| (29918) -          | 1999 JV20             | 10 mei 1999       | LINEAR      |
| (29919) -          | 1999 JD23             | 10 mei 1999       | LINEAR      |
| (29920) -          | 1999 JB26             | 10 mei 1999       | LINEAR      |
| (29921) -          | 1999 JE26             | 10 mei 1999       | LINEAR      |
| (29922) -          | 1999 JZ27             | 10 mei 1999       | LINEAR      |
| (29923) -          | 1999 JE28             | 10 mei 1999       | LINEAR      |
| (29924) -          | 1999 JN28             | 10 mei 1999       | LINEAR      |
| (29925) -          | 1999 JV28             | 10 mei 1999       | LINEAR      |
| (29926) -          | 1999 JW32             | 10 mei 1999       | LINEAR      |
| (29927) -          | 1999 JE35             | 10 mei 1999       | LINEAR      |
| (29928) -          | 1999 JX35             | 10 mei 1999       | LINEAR      |
| (29929) -          | 1999 JR39             | 10 mei 1999       | LINEAR      |
| (29930) -          | 1999 JT41             | 10 mei 1999       | LINEAR      |
| (29931) -          | 1999 JL44             | 10 mei 1999       | LINEAR      |
| (29932) -          | 1999 JB46             | 10 mei 1999       | LINEAR      |
| (29933) -          | 1999 JG46             | 10 mei 1999       | LINEAR      |
| (29934) -          | 1999 JL46             | 10 mei 1999       | LINEAR      |
| (29935) -          | 1999 JH48             | 10 mei 1999       | LINEAR      |
| (29936) -          | 1999 JD49             | 10 mei 1999       | LINEAR      |
| (29937) -          | 1999 JB50             | 10 mei 1999       | LINEAR      |
| (29938) -          | 1999 JR52             | 10 mei 1999       | LINEAR      |
| (29939) -          | 1999 JS52             | 10 mei 1999       | LINEAR      |
| (29940) -          | 1999 JK73             | 12 mei 1999       | LINEAR      |
| (29941) -          | 1999 JB76             | 10 mei 1999       | LINEAR      |
| (29942) -          | 1999 JJ77             | 12 mei 1999       | LINEAR      |
| (29943) -          | 1999 JZ78             | 13 mei 1999       | LINEAR      |
| (29944) -          | 1999 JF80             | 12 mei 1999       | LINEAR      |
| (29945) -          | 1999 JU83             | 12 mei 1999       | LINEAR      |
| (29946) -          | 1999 JZ83             | 12 mei 1999       | LINEAR      |
| (29947) -          | 1999 JD84             | 12 mei 1999       | LINEAR      |
| (29948) -          | 1999 JS84             | 12 mei 1999       | LINEAR      |
| (29949) -          | 1999 JM85             | 15 mei 1999       | LINEAR      |
| (29950) -          | 1999 JA86             | 12 mei 1999       | LINEAR      |
| (29951) -          | 1999 JH86             | 12 mei 1999       | LINEAR      |
| (29952) -          | 1999 JL86             | 12 mei 1999       | LINEAR      |
| (29953) -          | 1999 JW86             | 12 mei 1999       | LINEAR      |
| (29954) -          | 1999 JK89             | 12 mei 1999       | LINEAR      |
| (29955) -          | 1999 JE90             | 12 mei 1999       | LINEAR      |
| (29956) -          | 1999 JF91             | 12 mei 1999       | LINEAR      |
| (29957) -          | 1999 JR91             | 12 mei 1999       | LINEAR      |
| (29958) -          | 1999 JY91             | 12 mei 1999       | LINEAR      |
| (29959) -          | 1999 JJ92             | 12 mei 1999       | LINEAR      |
| (29960) -          | 1999 JU92             | 12 mei 1999       | LINEAR      |
| (29961) -          | 1999 JB99             | 12 mei 1999       | LINEAR      |
| (29962) -          | 1999 JA100            | 12 mei 1999       | LINEAR      |
| (29963) -          | 1999 JH100            | 12 mei 1999       | LINEAR      |
| (29964) -          | 1999 JO100            | 12 mei 1999       | LINEAR      |
| (29965) -          | 1999 JX102            | 13 mei 1999       | LINEAR      |
| (29966) -          | 1999 JW103            | 13 mei 1999       | LINEAR      |
| (29967) -          | 1999 JN104            | 15 mei 1999       | LINEAR      |
| (29968) -          | 1999 JE106            | 13 mei 1999       | LINEAR      |
| (29969) -          | 1999 JX109            | 13 mei 1999       | LINEAR      |
| (29970) -          | 1999 KQ               | 16 mei 1999       | CSS         |
| (29971) -          | 1999 KT               | 16 mei 1999       | CSS         |
| (29972) -          | 1999 KO11             | 18 mei 1999       | LINEAR      |
| (29973) -          | 1999 LP7              | 12 juni 1999      | Spacewatch  |
| (29974) -          | 1999 LV8              | 8 juni 1999       | LINEAR      |
| (29975) -          | 1999 LQ32             | 8 juni 1999       | LONEOS      |
| (29976) -          | 1999 NE9              | 13 juli 1999      | LINEAR      |
| (29977) -          | 1999 NH11             | 13 juli 1999      | LINEAR      |
| (29978) -          | 1999 NN13             | 14 juli 1999      | LINEAR      |
| (29979) -          | 1999 RN83             | 7 september 1999  | LINEAR      |
| (29980) Dougsimons | 1999 SV6              | 30 september 1999 | C. W. Juels |
| (29981) -          | 1999 TD10             | 3 oktober 1999    | Spacewatch  |
| (29982) -          | 1999 TT31             | 4 oktober 1999    | LINEAR      |
| (29983) -          | 1999 VS61             | 4 november 1999   | LINEAR      |
| (29984) -          | 1999 VC79             | 4 november 1999   | LINEAR      |
| (29985) -          | 1999 VX153            | 10 november 1999  | CSS         |
| (29986) Shunsuke   | 1999 XW37             | 3 december 1999   | A. Nakamura |
| (29987) -          | 1999 XO49             | 7 december 1999   | LINEAR      |
| (29988) -          | 1999 XR99             | 7 december 1999   | LINEAR      |
| (29989) -          | 1999 XS204            | 12 december 1999  | LINEAR      |
| (29990) -          | 1999 XR208            | 13 december 1999  | LINEAR      |
| (29991) -          | 2000 AC38             | 3 januari 2000    | LINEAR      |
| (29992) -          | 2000 AY39             | 3 januari 2000    | LINEAR      |
| (29993) -          | 2000 AD55             | 4 januari 2000    | LINEAR      |
| (29994) -          | 2000 AC61             | 4 januari 2000    | LINEAR      |
| (29995) -          | 2000 AO97             | 4 januari 2000    | LINEAR      |
| (29996) -          | 2000 AQ97             | 4 januari 2000    | LINEAR      |
| (29997) -          | 2000 AE127            | 5 januari 2000    | LINEAR      |
| (29998) -          | 2000 AG137            | 4 januari 2000    | LINEAR      |
| (29999) -          | 2000 AT137            | 4 januari 2000    | LINEAR      |
| (30000) -          | 2000 AB138            | 4 januari 2000    | LINEAR      |